# パラノーマル・アクティビティ5
『パラノーマル・アクティビティ5』（原題：Paranormal Activity: The Ghost Dimension）は、2015年制作のアメリカ合衆国のホラー映画。
『パラノーマル・アクティビティ』シリーズの第6作目であり、全米ではシリーズ初の3D映画として公開された。

## あらすじ
かつてケイティとクリスティが住んでいた家に、ライアンとエミリー夫妻と娘のリーラが引っ越してくる。
ある日、夫妻は物置で箱の中からビデオカメラとビデオテープを見つける。彼らは興味本位でカメラのレンズをのぞく。
それ以来、彼らの周囲で恐ろしい出来事が起こるようになり、リーラの様子も徐々におかしくなっていく。そして、怪異はますますエスカレートしていく。
そして彼らは徐々に最期へと進み、カメラには衝撃的なラストを捉えていた…

## キャスト
- ライアン：クリス・J・マーレイ（吹替：川田紳司）
- エミリー：ブリット・ショウ（吹替：鷄冠井美智子）
- リーラ：アイヴィー・ジョージ（吹替：佐藤美由希）
- マイク：ダン・ギル（吹替：山本格）
- スカイラー：オリヴィア・テイラー・ダドリー
- ケイティ（幼少期）：クロエ・チェンゲリ
- クリスティ（幼少期）：ジェシカ・タイラー・ブラウン
- ドン・マクマナス
- ロイス：ハリー・フット